# Graffiti Bridge (álbum)
Graffiti Bridge es el undécimo álbum de estudio del músico estadounidense Prince y el primero con NPG, y es la banda sonora de la película del mismo nombre, lanzada el 2 de noviembre de 1990. El disco fue lanzado el 19 de agosto de 1990 por los sellos Paisley Park Records y Warner Bros. Records. El álbum fue mucho más exitoso en ventas que la película, alcanzando el puesto No. 6 en las listas de éxitos de los Estados Unidos y convirtiéndose en su tercer disco consecutivo en ingresar en el UK Albums Chart (después de Lovesexy y Batman).

## Lista de canciones
1. "Can't Stop This Feeling I Got" (4:24)
2. "New Power Generation" (3:39)
3. "Release It" (3:54)
4. "The Question of U" (3:59)
5. "Elephants & Flowers" (3:54)
6. "Round and Round" (3:55)
7. "We Can Funk" (5:28)
8. "Joy in Repetition" (4:53)
9. "Love Machine" (3:34)
10. "Tick, Tick, Bang" (3:31)
11. "Shake!" (4:01)
12. "Thieves in the Temple" (3:19)
13. "The Latest Fashion" (4:02)
14. "Melody Cool" (3:39)
15. "Still Would Stand All Time" (5:23)
16. "Graffiti Bridge" (3:51)
17. "New Power Generation (Pt. II)" (2:57)